# Osiny (powiat kielecki)
Osiny – wieś w Polsce, położona w województwie świętokrzyskim, w powiecie kieleckim, w gminie Pierzchnica.
W okresie Królestwa Kongresowego wieś w powiecie stopnickim, gmina Drugnia, parafia Pierzchnica. W 1827 r. było tu 27 domów i 162 mieszkańców.
W latach 1975–1998 miejscowość należała administracyjnie do województwa kieleckiego. Zajmuje powierzchnię 815,36 ha.
Na obszarze sołectwa znajdują się czynne złoża wapieni trzeciorzędowych. W Osinach czynna jest kopalnia kruszyw drogowych prowadzona przez Wytwórnie Betonów WB Mokra z Radomia.
W dniu 24 lipca 1915 urodził się tu Ignacy Skowron (zm. 5 sierpnia 2012 w Sitkówce) – major Wojska Polskiego, zmarł jako ostatni z obrońców Westerplatte, kawaler Orderu Virtuti Militari.
W Osinach bierze początek struga o nazwie Pierzchnianka.

## Integralne części wsi
| SIMC    | Nazwa        | Rodzaj     |
| ------- | ------------ | ---------- |
| 0262250 | Koźlaki      | część wsi  |
| 0262266 | Osiny-Lizawy | kolonia    |
| 0262272 | Zadworze     | część wsi  |
| 0262289 | Zawoda       | przysiółek |

## Organizacje mające siedziby we wsi
- Warsztaty Terapii Zajęciowej, których uczestnikami są osoby niepełnosprawne z terenu trzech gmin: Pierzchnica, Daleszyce i Chmielnik. W placówce prowadzone są zajęcia z zakresu rehabilitacji społecznej i zawodowej[10]
- Stowarzyszenie Pomoc Niepełnosprawnym
- OSP Osiny.